# Curtiss Model S
El Curtiss Model S (también conocido como Speed Scout o Model 10) fue un avión de caza monoplaza construido por la estadounidense Curtiss, en los años 10 del siglo XX.

## Diseño y desarrollo

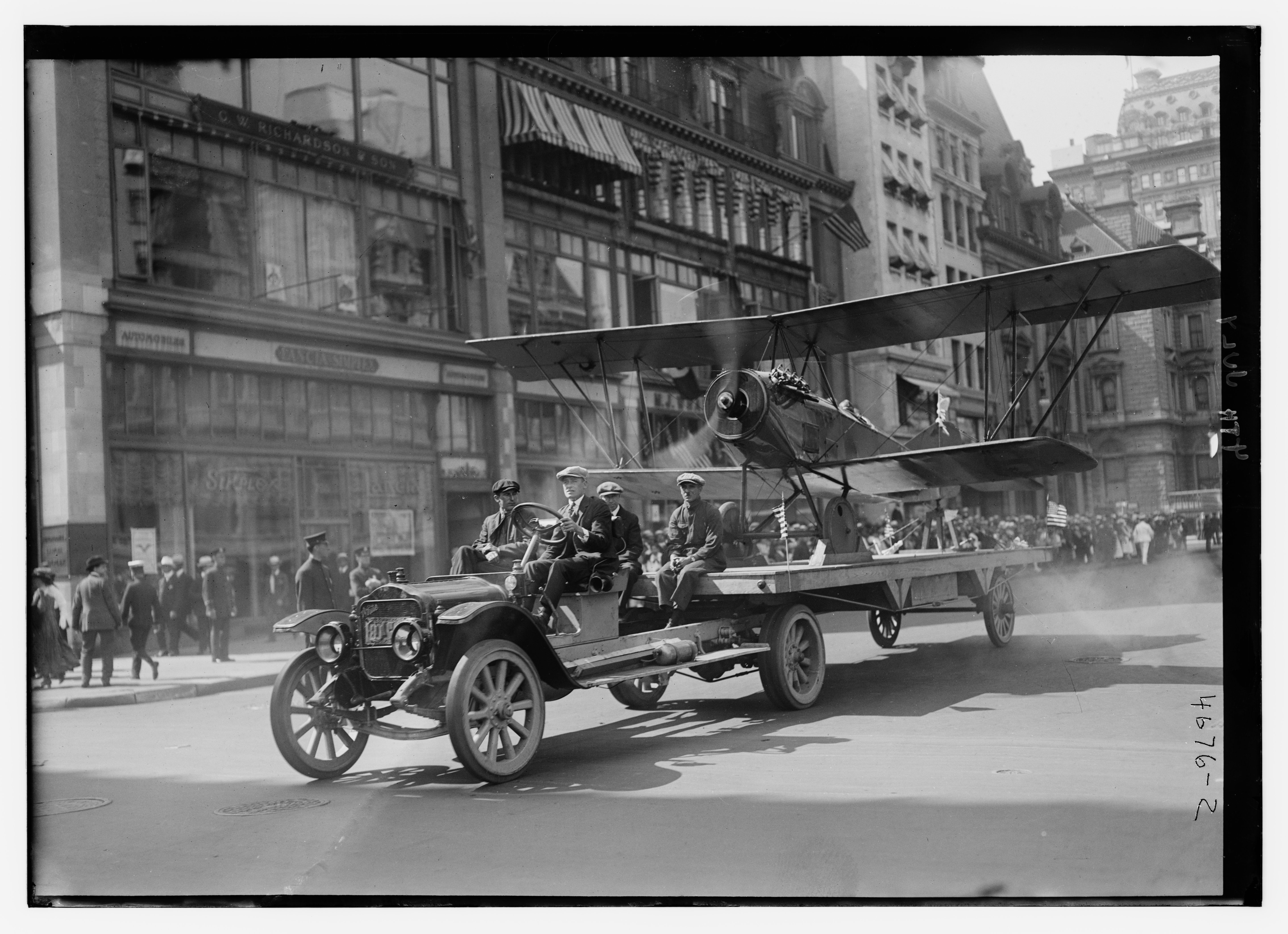
El único Curtiss S-1 montado en un camión en el desfile del Día de la Independencia en Nueva York.

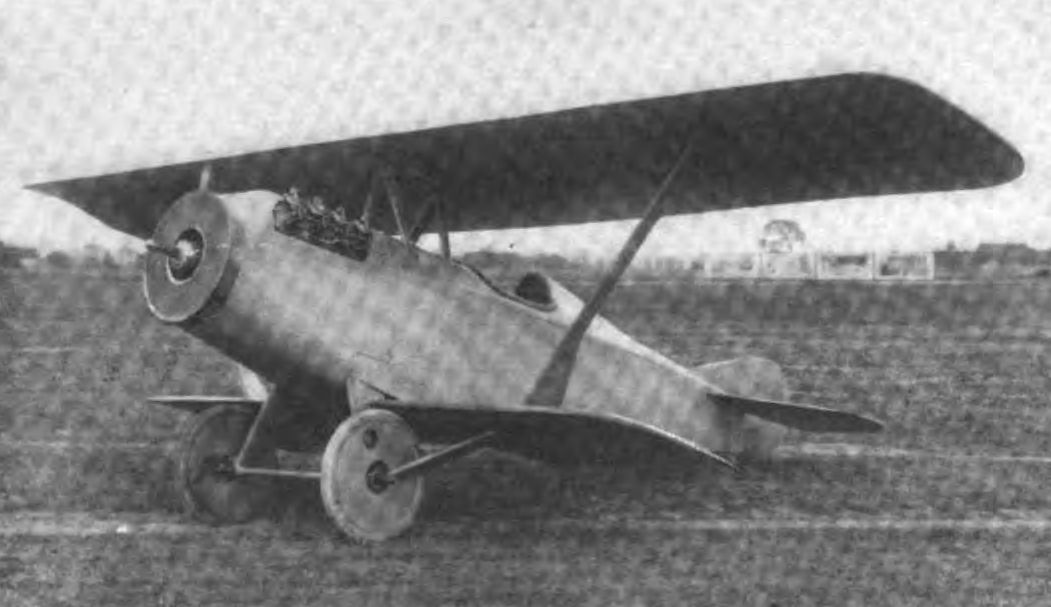
Curtiss S-2 Wireless Speed Scout. Foto de la Aviation and Aeronautical Engineering del 15 de agosto de 1916.

El Model S fue el primer intento de Curtiss de construir un caza monoplaza rápido y maniobrable. La primera variante, la S-1 biplano, poseía unas prestaciones decepcionantes. En marzo de 1917 se añadieron nuevas alas al fuselaje del S-1, y el proyecto fue redesignado como S-2. El mismo año, el S-3 se convirtió en el primer triplano en entrar en servicio en los Estados Unidos. En 1918 y 1919, Curtiss experimentó con versiones del S-3 con flotadores, designadas S-4 y S-5. El S-6 estaba previsto que fuera una versión mejorada del S-3, pero las prestaciones resultaron pobres y de los 12 aparatos ordenados por el USAAC, solo uno fue entregado.

## Variantes
S-1 Speed Scout
Biplano, desarmado, uno construido.
S-2 Wireless
Biplano, S-1 adaptado sin cables tensores alares. Primer vuelo en marzo de 1917.
S-3 (Model 10)
Triplano derivado del S-2, cuatro construidos.
S-4 (Model 10A)
Versión hidroavión del S-3 con dos flotadores principales, uno construido.
S-5 (Model 10B)
Versión hidroavión del S-3 con un flotador central principal y dos de punta alar, uno construido.
S-6 (Model 10C)
Triplano, S-3 mejorado, uno construido.

## Operadores
Estados Unidos
- Ejército de los Estados Unidos
- Armada de los Estados Unidos

## Especificaciones (S-3)
Referencia datos: Angelucci

### Características generales
- Tripulación: Uno (piloto)
- Longitud: 5,94 m
- Envergadura: 7,62 m
- Altura: 2,62 m
- Superficie alar: 13,25 m2
- Peso vacío: 440 kg
- Peso cargado: 599 kg
- Planta motriz: 1× motor lineal V-8 refrigerado por agua Curtiss OXX-3.
  - Potencia: 75 kW (100 hp)
- Hélices: Bipala de paso fijo

### Rendimiento
- Velocidad máxima operativa (Vno): 185 km/h
- Techo de vuelo: 5029 m (16 500 pies)

### Secuencias de designación
- Secuencia Alfabética (interna de Curtiss): ← O - JN - R - S - T
- Secuencia Numérica (interna de Curtiss): ← 7 - 8 - 9 - 10 - 11 - 12 - 13 →

### Listas relacionadas
- Anexo:Aeronaves militares de los Estados Unidos (1909-1919)